# Delta del Gall Dindi
Delta del Gall Dindi (δ Pavonis) és el tercer estel més brillant en la constel·lació de Gall dindi, amb magnitud aparent +3,55, superada en lluentor per Peacock (α Pavonis) i β Pavonis. A tan sols 19,9 anys llum del Sistema Solar, és un dels anàlegs solars —estrelles de característiques semblants al Sol— més propers.
Delta Pavonis és una estel nan groc o subgegant de tipus espectral G7V-IV, cosa que significa que està acabant la fusió d'hidrogen i començant la seva transformació en un gegant vermell. Per això, encara que amb una temperatura de 5560 K és lleugerament més fred que el Sol, té una lluminositat un 18 % major que la lluminositat solar. Encara que la seva edat és incerta, sembla més antic que el Sol, amb una edat compresa entre 5000 i 7000 milions d'anys. La seva òrbita al voltant del centre de la galàxia és molt similar a la del Sol.
De massa una mica major que la massa solar, la metal·licitat de Delta Pavonis, expressada com la relació entre els continguts de ferro i hidrogen, és 2,38 vegades major que la del Sol; atès que aquest valor es relaciona amb l'existència de planetes terrestres, s'ha especulat sobre la possibilitat que existeixin planetes en òrbita que puguin albergar vida. Ocupa el sisè lloc entre les 100 estels seleccionats pel Terrestrial Planet Finder (TPF) per a la cerca de planetes terrestres i és l'objectiu principal de l'Institut SETI dins d'un grup d'estels propers estudiats. La zona d'habitabilitat al voltant de Delta Pavonis se situa a 1,09 UA, una mica més de la distància que separa la Terra del Sol.
Els estels més propers a Delta Pavonis són LHS 3836 i Gliese 693, ambdós nans vermells a 5,8 i 6,4 anys llum respectivament.